# Wouteringen
Wouteringen (Frans: Otrange) is een dorp in de Belgische provincie Luik en een deelgemeente van de gemeente Oerle. Het was een zelfstandige gemeente tot aan de fusie van 1965.

## Geografie
Wouteringen ligt in het noordoosten van de gemeente Oerle. In het noorden grenst de deelgemeente aan de weg van Tongeren naar Borgworm die net zoals de oostgrens de taalgrens vormt. De Jeker stroomt door het dorp. Het is een landbouwdorp in Droog-Haspengouw dat zich stilaan ontwikkelt tot een woondorp.

## Geschiedenis
Wouteringen was een heerlijkheid in het graafschap Loon. Na de opheffing van het graafschap in 1366 werd het een leen van het prinsbisdom Luik.
Tot de vastlegging van de taalgrens in 1963 maakte Wouteringen deel uit van de Provincie Limburg. In dat jaar werd zij echter overgeheveld van het arrondissement Tongeren naar het arrondissement Borgworm in de provincie Luik.

## Bezienswaardigheden
- De Sint-Gertrudiskerk (Église Sainte-Gertrude) is de parochiekerk. Zij dateert van 1854 en werd gebouwd in neoromaanse stijl.
- Het Kasteel van Wouteringen met een romaanse toren uit de 12de eeuw. De toren deed in de middeleeuwen dienst als donjon en was vervaardigd uit silexstenen afkomstig van de Romeinse versterkingen rond Tongeren. De rest van de gebouwen dateert van de 17de en de 18de eeuw.
- In het dorp staan een aantal karakteristieke houten huisjes.
- De Tumulus van Wouteringen die in 1975 samen met haar omgeving, waaronder de Sint-Eligiuskapel, beschermd werd als monument en als landschap.

## Natuur en landschap
Otrange ligt aan de Jeker. Het ligt aan de taalgrens, Holle wegen leiden door het landschap. De hoogte aan de kerk bedraagt 101 meter.

## Demografische ontwikkeling
- Bronnen:NIS, Opm:1831 tot en met 1961=volkstellingen

## Galerij

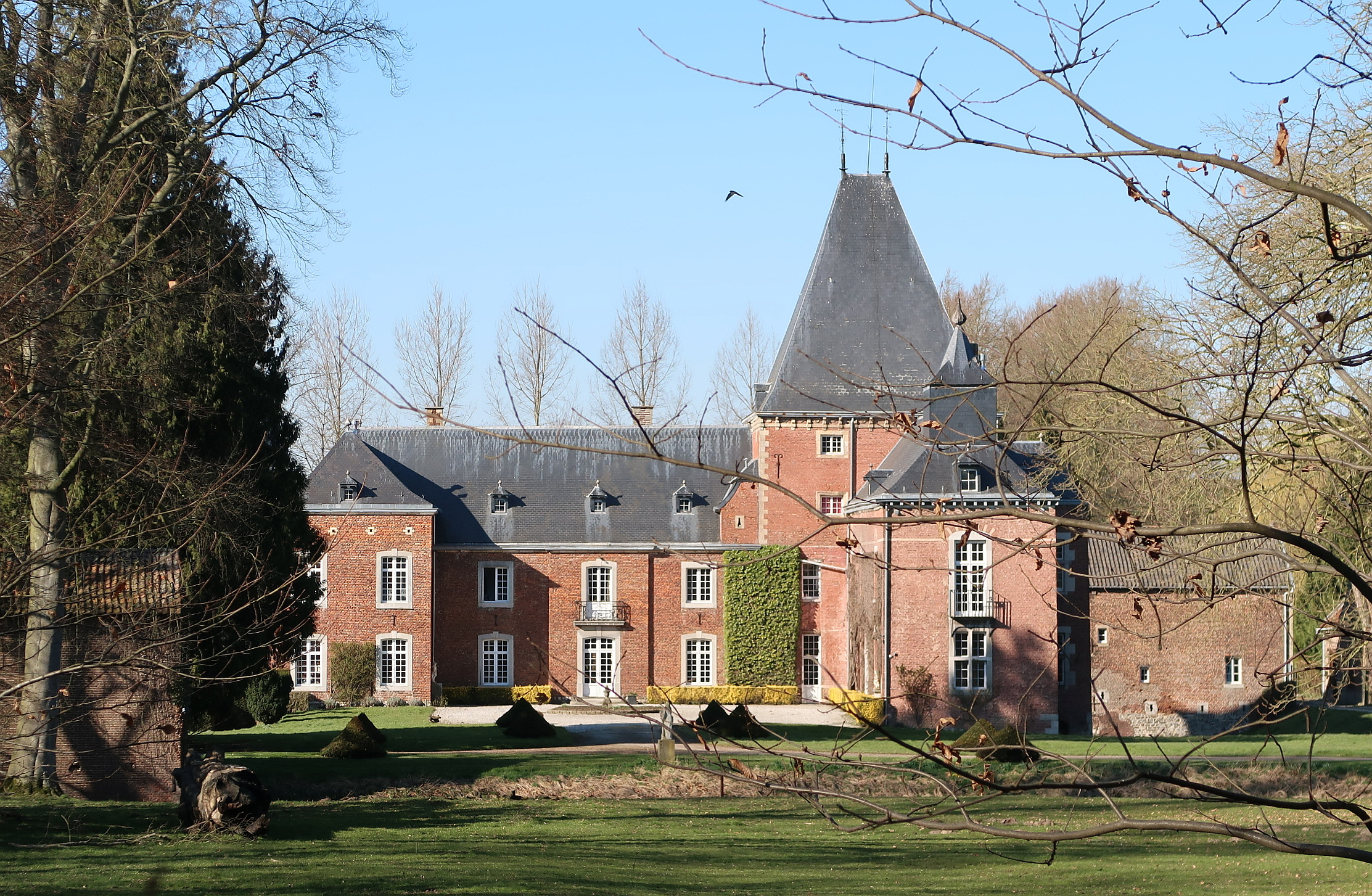
Kasteel van Wouteringen
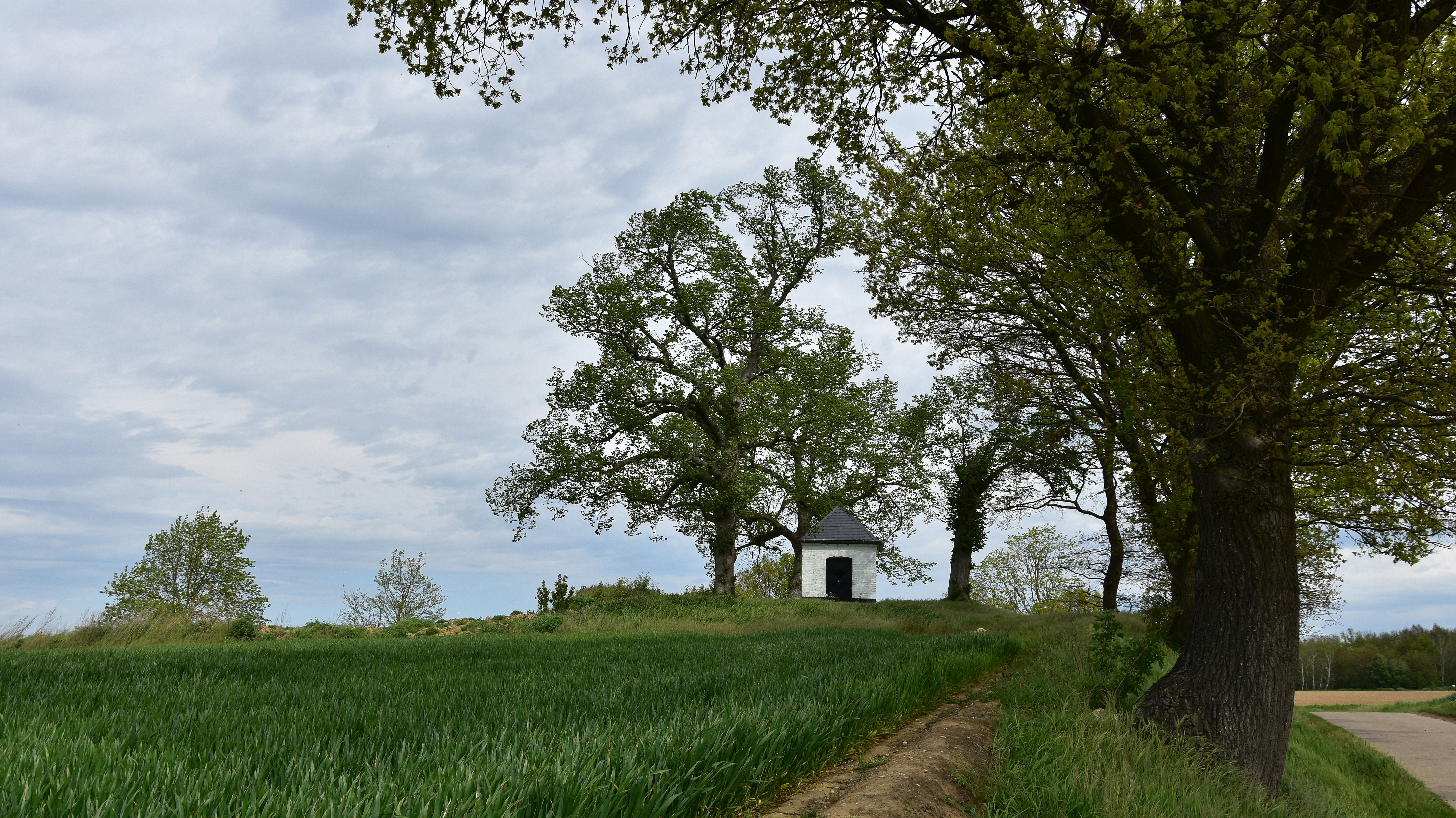
Tumulus van Wouteringen met Sint-Eligiuskapel

## Nabijgelegen kernen
Oreye, Vechmaal, Lauw, Thys